# Acalolepta defectrix
Acalolepta defectrix là một loài bọ cánh cứng trong họ Cerambycidae.